# Jacques Krauss
Jacques Krauss, geboren als Jacques Lucien Kraus (* 21. Oktober 1900 in Paris; † 8. Juni 1957 ebenda) war ein französischer Filmarchitekt.

## Leben und Wirken
Der Sohn des Schauspielers Henry Krauss besuchte von 1918 bis 1923 die École des Beaux-Arts in seiner Heimatstadt Paris und ließ sich dort in der Malerei ausbilden. Anschließend wurde Krauss von mehreren Filmgesellschaften als Zeichner eingestellt und assistierte dem Filmarchitekten Lucien Aguettand. 1933 begann er mit seiner Tätigkeit als Chefarchitekt. 
Bedeutung besitzen seine Entwürfe für mehrere wichtige Vorkriegsinszenierungen Julien Duviviers. Es waren „Filme des ‘poetischen Realismus’, die durch Krauss’ Dekos einen Hauch von Melancholie erhielten.“
Nach Duviviers Flucht in die USA 1940 entwarf Krauss nur noch Bauten für Filme, die selten überdurchschnittliche Qualität besaßen. Erwähnenswert sind jedoch Inszenierungen von Claude Autant-Lara („Irrwege des Herzens“), Richard Pottier (der wegen allerlei Bett- und Nacktszenen skandalträchtige Revolutions- und Liebesfilm Im Anfang war nur Liebe) und diverse Kostümstoffe („Madame Sans-Gêne“, „Casanova“, „Ritter seines Königs“).

## Filmografie
- 1933: Les deux canards
- 1934: Le paquebot ‚Tenacity‘
- 1934: Menschen im Norden (Maria Chapdelaine)
- 1935: Escale
- 1935: Monsieur Sans-Gêne
- 1935: Die Liebesgasse von Marokko (La Bandéra)
- 1936: Zünftige Bande (La Belle Équipe)
- 1936: L’homme du jour
- 1936: Pépé le Moko –  Im Dunkel von Algier
- 1936: Darf ein Mann so dumm sein? (Mademoiselle ma mère)
- 1937: La dame de Malacca
- 1937: Claudine à l’école
- 1937: Altitude 3200
- 1938: Café de Paris
- 1938: Theaterliebe (Entrée des artistes)
- 1939: Die Zehnte soll es sein (Accord final)
- 1939: Lebensabend (La fin du jour)
- 1939: La charrette fantôme
- 1941: Madame Sans-Gêne
- 1941: Le mariage de Chiffon
- 1942: Lettres d’amour
- 1942: Das Geheimnis der blauen Limousine (Monsieur la souris)
- 1943: Irrwege des Herzens (Douce)
- 1943: Le voyageur sans bagages
- 1944: La fiancée des ténèbres
- 1945: Sylvia und das Gespenst (Sylvie et la fantôme)
- 1946: Flüchtig (Le fugitif)
- 1946: Casanova (Les aventures de Casanova)
- 1947: Capitaine Blomet
- 1948: Tous les deux
- 1948: Ritter seines Königs (Du Guesclin)
- 1949: Monseigneur
- 1950: Im Anfang war nur Liebe
- 1951: Die Hexe von Montmartre (Gibie de Potence)
- 1952: Mein Leben für die Liebe (Un caprice de Caroline chérie)
- 1954: Dunkelroter Venusstern (Le fils de Caroline chérie)
- 1956: Elisa – eine Gefallene (Elisa)